# Finnafjörður
Finnafjörður (chiamato anche Finnafjord) è un fiordo situato nel settore nordorientale dell'Islanda.

## Descrizione
Finnafjörður è il più occidentale dei tre fiordi in cui si suddivide la baia di Bakkaflói. Gli altri due sono Miðfjörður e Bakkafjörður. Fa parte della contea di Norður-Múlasýsla. Ha una larghezza di 4,5 km e penetra per 5 km nell'entroterra.
Il fiordo è posto a sud del monte Gunnólfsvíkurfjall, che è la cima più elevata della penisola di Langanes.

## Progetto per un grande porto
Sono allo studio dei progetti governativi per costruire nel fiordo un grande porto internazionale per navi di grandi dimensioni, oltre a aree industriali e di servizio, per collegamenti con l'Asia, la costa orientale degli Stati Uniti e l'Europa. La grande profondità dell'acqua e l'altezza delle onde relativamente bassa, sono ulteriori vantaggi offerti dalla localizzazione del porto in questo fiordo le cui acque sono protette dal monte Gunnólfsvíkurfjall.

## Vie di comunicazione
I villaggi di Þórshöfn e Vopnafjörður sono raggiungibili tramite la strada S85 Norðausturvegur, che si dirama dalla Hringvegur, la grande strada statale ad anello che contorna l'intera isola.